# National Recovery Administration
National Recovery Administration (NRA) (oversat: National genoprettelsesadministration) var oprettet i USA i 1933 under National Industrial Recovery Act, og var en af tiltagene i New Deal, som blev udført af Præsident Franklin D. Roosevelt og hans administration. I NRA pålagde regeringen industrien konkurrencebegrænsende regler, produktionsbegrænsninger, regler for mindsteløn og regler om arbejdsforhold.
NRA pålagde industrierne til at lave et "regelsæt for fair konkurrence," som havde til formål at reducere den "destruktive konkurrence" og til at hjælpe arbejderne ved at fastsætte en minimumsløn og et maksimalt antal ugentlige arbejdstimer. Den pålagde også industriens ledere at fastsætte minimumpriser kollektivt. I 1935 erklærede USA's højesteret enstemmigt, at NRA var forfatningsstridigt fordi den var i strid med forfatningens regler om magtadskillelse. Loven gav nemlig præsidenten ret til regulere forhold, som ifølge forfatningen hører under delstaternes kompetence. En anden mulig årsag til at loven blev afvist var, at højesterets medlemmer var gamle mænd, der var udnævnt af de republikanske præsidenter før Roosevelt (hvilket var Roosevelts udlægning).
NRA stoppede hurtigt sine projekter, men mange af dets bestemmelser om arbejdsforhold genoptrådte i Wagner Act i 1935.
NRA, som var symboliseret med den blå ørn, var populær blandt arbejderne. Forretninger, som støttede NRA, satte symbolet på deres butiksvinduer og på deres produkter. Selv om medlemskabet af NRA var frivilligt, blev virksomheder der ikke udstillede den blå ørn ofte boykottet, hvilket reelt set gjorde medlemskabet obligatorisk for forretningsdrivende.